# Горан Ђукић (фудбалер)
Горан Ђукић (Бања Лука, 6. новембар 1970) бивши је српски и југословенски фудбалер и фудбалски тренер.

## Каријера
Ђукић је рођен 6. новембра 1970. године у Бања Луци. Играо је у млађим категоријама фудбалског клуба Борац Бања Лука, на позицији одбрамбеног играча. Са Борцем је 1992. године освојио турнир Митропа куп у италијанском граду Фођа. У два наврата је играо за Хајдук из Куле, укупно пет сезона. Године 1999. прелази у Милиционар из Макиша. Након тога из Милиционара, у 2001. години прелази у Црвену звезду, остао је једну сезону и постигао један гол на четири утакмице. Са Звездом има освојен Куп СР Југославије 2002. године (победа против Сартида из Смедерева 1:0). Након тога био је на позајмици у аустријском клубу СВ Вергл. У Борцу је завршио фудбалску каријеру 2007. године.
Једно време Ђукић је био на функцији спортског директора Борца из Бања Луке.

## Трофеји
- Борац Бања Лука
  - Митропа куп: 1992.
- Црвена звезда
  - Куп СР Југославије: 2002.